# Тинівка монгольська
Тинівка монгольська (Prunella koslowi) — вид горобцеподібних птахів родини тинівкових (Prunellidae).

## Етимологія
Вид Prunella koslowi названо на честь російського мандрівника Петра Козлова (1863—1935).

## Поширення
Птах поширений в Монголії та на півночі Китаю. Живе у пустельних та напівпустельних районах.

## Опис
Птах завдовжки 15 см. Верх голови та верхня частина тіла темно-коричневі з чорними смужками. Груди та черево блідо-сірі.